# Friede von Bukarest (1886)

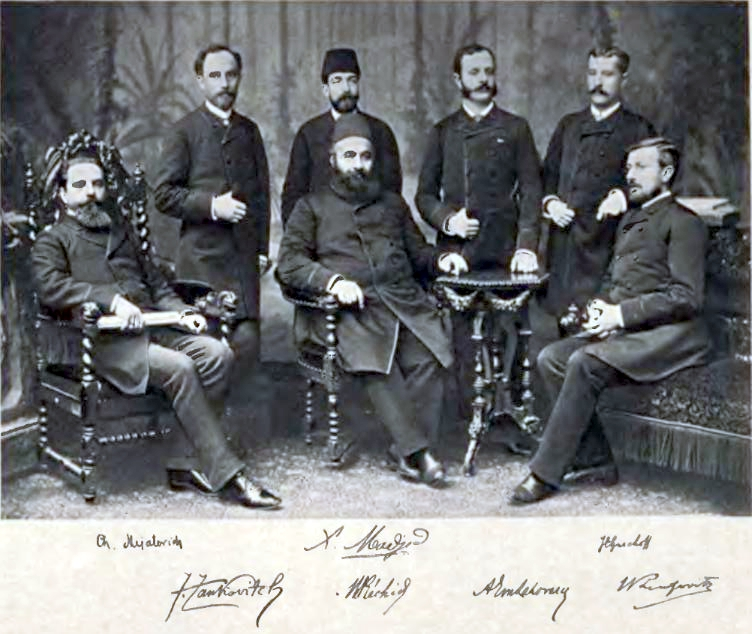
Die Unterzeichner des Vertrags von Bukarest

Der Frieden von Bukarest (bulgarisch Букурещки договор) vom 19. Februarjul. / 3. März 1886greg. beendete den Serbisch-Bulgarischen Krieg. Auslöser war die Vereinigung des Fürstentums Bulgarien mit Ostrumelien und die dadurch gewachsene Macht, durch die sich Serbien bedroht gefühlt hatte. Außerdem wollte Serbien ein Übergreifen der Ereignisse auf Makedonien verhindern, wo ebenfalls bedeutende Teile der Bevölkerung eine Vereinigung mit Bulgarien anstrebten.
Der Vertrag wurde im Beisein von Abdulla Madshid Pascha, dem Vertreter des Osmanischen Reichs, dem Bulgarien und Ostrumelien nominal unterstanden, unterzeichnet. Für Serbien unterschrieb der serbische Politiker und Botschafter in London Čedomilj Mijatović, für Bulgarien Iwan Geschow, Direktor der Bulgarischen Nationalbank.
Der Vertrag bestand aus einem einzigen Satz, wonach der Frieden und der Status quo ante zwischen beiden Ländern wiederhergestellt wurde. Forderungen, im Vertrag auch den Begriff Freundschaft einzubeziehen, wies die serbische Seite zurück. Obwohl Bulgarien klarer Sieger des Krieges war, gab es für beide Seiten keine Gebietsänderungen und Kriegsentschädigungen. Der Vertrag festigte jedoch die bulgarische Position für die Anerkennung seiner nationalen Vereinigung, der die Großmächte zuvor noch ablehnend gegenübergestanden hatten.
Der Vertrag lautete:

„La paix est rétablie entre le Royaume de Serbie et la Principauté de Bulgarie, à dater du jour de la signature du présent traité. (dt: Zwischen dem Königreich Serbien und dem Fürstentum Bulgarien wird der Friede hergestellt und gilt mit dem Tag der Unterzeichnung des vorliegendes Vertrages.)“